# Станіслав Бірнер
Станіслав Бірнер (чеськ. Stanislav Birner; нар. 11 жовтня 1956) — колишній чеський тенісист.
Найвищу одиночну позицію світового рейтингу — 60 місце досяг 12 квітня 1982, парну — 43 місце — 2 листопада 1987 року.
Здобув 2 парні титули.
Найвищим досягненням на турнірах Великого шолома було 4 коло в одиночному розряді.

## Фінали турнірів Великого шолома

### Мікст:1 поразка
| Результат | Рік  | Турнір                      | Покриття | Партнер         | Суперники             | Рахунок       |
| --------- | ---- | --------------------------- | -------- | --------------- | --------------------- | ------------- |
| Поразка   | 1980 | Відкритий чемпіонат Франції | Ґрунт    | Рената Томанова | Енн Сміт Біллі Мартін | 6–2, 4–6, 6–8 |

## Фінали за кар'єру

### Парний розряд (2–5)
| Результат | W/L | Дата | Турнір                    | Покриття   | Партнер          | Суперники                    | Рахунок       |
| --------- | --- | ---- | ------------------------- | ---------- | ---------------- | ---------------------------- | ------------- |
| Поразка   | 0–1 | 1979 | Берлін, Західна Німеччина | Ґрунт      | Хорхе Ендрю      | Карлус Кірмайр Іван Лендл    | 2–6, 1–6      |
| Поразка   | 0–2 | 1980 | Ніцца, Франція            | Ґрунт      | Їржі Гржебець    | Кріс Ділейні Кім Ворвік      | 4–6, 0–6      |
| Перемога  | 1–2 | 1983 | Женева, Швейцарія         | Ґрунт      | Блейн Вілленборг | Йоакім Нюстром Матс Віландер | 6–1, 2–6, 6–3 |
| Поразка   | 1–3 | 1983 | Феррара, Італія           | Килим      | Стефан Сімонссон | Бернард Міттон Балч Волтс    | 6–7, 6–0, 3–6 |
| Перемога  | 2–3 | 1984 | Барі, Італія              | Ґрунт      | Лібор Пімек      | Марсел Фріман Тім Вілкінсон  | 2–6, 7–6, 6–4 |
| Поразка   | 2–4 | 1987 | Прага, Чехословаччина     | Ґрунт      | Ярослав Навратіл | Мілослав Мечирж Томаш Шмід   | 3–6, 7–6, 3–6 |
| Поразка   | 2–5 | 1987 | Базель, Швейцарія         | Тверде (i) | Ярослав Навратіл | Андерс Яррід Томаш Шмід      | 4–6, 3–6      |